# Karel II. Španski
Karel II. Španski (znan tudi po nadimku »uročen/začaran«, špansko El Hechizado), kralj Španije, * 6. november 1661, Madrid, † 1. november 1700, Madrid.
Ko je leta 1665 umrl Filip IV., je njegov edini potomec moškega spola, Karel II., štel komaj štiri leta. Karel II. je podedoval prestol in državo, ki sta bila v bankrotu, v Evropi pa je bila vodilna evropska sila Francija z Ludvikom XIV. na čelu. Poleg tega so njegov kolonialni imperij ogrožale druge pomorske sile v vzponu. Novi kralj, ki se je kmalu izkazal za zelo šibkega tako v psihičnem kot fizičnem smislu, je bil prav tako nezmožen zagotoviti naslednika kljub svojima dvema zakonoma. Na prevzem krone je moral čakati 10 let, medtem pa je državo vodil Svet regentov. Oblast je pravzaprav zares pripadala nemškemu jezuitu Juanu Everardu Neidhartu, zavezniku kraljice Mariane Avstrijske. Leta 1669 so člani aristokracije izvršili državni udar in zamenjali jezuita z novim validom, Fernandom Valenzuelo.
Vladavina Karla II. pravzaprav ni bila obdobje največjega propada španske vladavine, ampak se je vsaj v drugem obdobju vladanja pokazalo manjše okrevanje v primerjavi s krizo vladavine Filipa IV. 
K njegovemu vzdevku je veliko prispevalo njegovo šibko zdravstveno stanje, ki so ga mnogi povezovali s »čarovništvom« ter »vplivom hudiča«. Zaporedno križanje v sorodstvu je privedlo do dedne bolezni, imenovane Klinefelterjev sindrom. Ta povzroča neplodnost, zmanjšano mišično maso, duševno zaostalost in še mnoge druge simptome. Vse to je ob njegovi smrti sprožilo velik nasledstveni konflikt, saj je umrl brez potomcev, prav tako se je z njim zaključila vladavina Habsburžanov v Španiji. 

## Vladanje Mariane Avstrijske
Karel II je bil imenovan za kralja leta 1665, ko je štel komaj štiri leta. Izobraževali so ga teologi, a so zaradi njegovega šibkega zdravja vedno sumili, da bo kmalu umrl, zato ga niso nikoli izobraževali o vladnih poslih. Oblast je tako vse do njegovega 14. leta prevzela njegova mati, Mariana Avstrijska (1634¬¬−1696), hči Fernanda III in žena Filipa IV. Filip IV ni popolnoma zaupal  njeni presoji, in je zato, da oblast ne bi ponovno padla v roke valida, imenoval Skupščino Vlade, ki ji je svetovala. Zaradi negotovosti se je vedno bolj opirala na nasvete svojega zaupnika, Juana Everarda Nitharda. Kaj kmalu je postal član Skupščine in nato valido. V prvem obdobju vladanja Karla II, so se morali soočiti z zavračanjem Nitharda, ekonomskimi problemi ter neprijetnimi preobrati v zunanji politiki. Najpomembnejši dejavnik, ki je porušil ravnovesje političnega sistema ter vladanja, je bila izključitev oblasti Juana Joseja Avstrijskega, nezakonskega sina Filipa IV in igralke Marije Calderón. Že vse od smrti Filipa IV, je Juan koval zarote, da bi lahko nadziral vlado monarhije. Skoval je propagando proti Nithardu in se tako januarja leta 1669 podal s 400 vojaki proti Madridu, ter dosegel odstavitev Nitharda. Nekaj let kasneje, je Mariana našla podporo v drugem zavezniku, imenovanem Fernando Valenzuela, ki se je kasneje izkazal za njenega najbolj intimnega ter vplivnega zaveznika. 

## Vladanje Karla II (1665−1700)
Leta 1667, se je Juan José Avstrijski, podal proti Madridu ter prevzel oblast s pomočji podpore plemstva. Valenzuelo so izgnali iz države, Mariana pa je zapustila dvor ter se umaknila v svojo rezidenco v Toledu. Juan José Avstrijski, pa je z ljudsko podporo postal novi valid. Leta 1679, se kralj pri 18. letih prvič poroči z Marijo Luizo Orleansko, nečakinjo Ludvika XIV.
Nekateri menijo, da je kralj preveč podcenjeval svojo zmožnost vladanja, ampak je bil dovolj zaveden, da je postavil pred pomembna državna opravila ljudi, ki so bili za to dobro pripravljeni. Prve ukrepe za zmanjšanje inflacije in za izognitev permanentnemu  primankljaju, je izvršil Fernando Valenzuela, a je bil za to zadolžen le za kratek čas, tako da njegovo delo ni obrodilo sadov. 
Naslednje ukrepe je izvršil naslednji valid, Juan Frančišek Cerdski, grof Medinaceli (1680−1685). Kljub številnim nestrinjanjem z Mariano Avstrijsko, se je Cerda bahal z zaslugami, ko je dosegel največjo deflacijo v zgodovini, preden je odstopil z mesta, kar je bilo ogrožajoče za državno blagajno, ampak koristno za ljudstvo, ter prvi korak k ekonomskemu izboljšanju. 
Njegovo mesto je nato zasedel Manuel Joaquín Álvarez Toleški, Oropeški grof (1685−1691). Obdobje njegove vladavine, je bilo označeno za čas miru, zmanjšanje pritiska na državljane in konec zaporednim bankrotom.
Poleg soočenja s tradicionalno aristokracijo in cerkvijo ter njegovo pomanjkanje harmonije z novo kraljico, Mariano Neoburško, drugo ženo kralja Karla II, so sledile še katastrofe v vojni s Francijo, izguba Luksemburga z Regensburškim premirjem leta 1684 in francoskim vdorom v Katalonijo leta 1691. Eden izmed dejanj, ki je kasneje najbolj zaznamovala špansko monarhijo, je bil podpisani Rijswijški mir s Francijo leta 1697, po francoski zasedbi v Palatinatu. Najpomembnejša posledica tega miru, je bila omogočena možnost Franciji, da zasede španski prestol. 

## Nasledstveni zapleti
Kljub temu, da je kralj v zadnjih letih vladanja vodil državo osebno, ga je njegova nezmožnost prisilila do tega, da je predal oblast v roke svoji drugi ženi, Mariani Neoburški, kateri je svetoval toleški nadškof, kardinal Ludvik Fernández Portocarreški. Zaradi nejasne prihodnosti Karla II, se je začelo obdobje dvornih spletk zadevajoč nasledstva. Po smrti dogovorjenega naslednjika, Joseja Fernanda Bavierskega leta 1699, je kralj Karlos II napisal oporoko dne  3. 10. 1700, ki je bila v dobrobit Filipu V, vnuku Ludvika XIV in njegove sestre, Marije Tereze Avstrijske, najstarejše hčere Filipa IV. 
Karel II, zadnji habsburški kralj Španije, je umrl 1. 11. 1700, star 38 let. Napetost med Španijo, Francijo in drugimi evropskimi silami je narasla, zahvaljujoč vrstilnim se političnim napakam, ki so bile storjene v Versajski palači in Madridu. Avstrija, ki Filipa V ni priznala kot kralja, je svojo vojsko odposlala na španska ozemlja v Italijo, brez da bi razglasila vojno. Prvo soočenje dotične vojske in francoske vojske, se je zgodil  v Carpi, 9. 7.  Tako so 7. septembra Anglija, Združene Province in Avstrija podpisale Haaški sporazum in tako v maju leta 1702 vse razglasile vojno Franciji in Španiji.